# Hochzeitsflug
Der Hochzeitsflug, Paarungsflug oder Begattungsflug ist der Ausflug staatenbildender Insekten aus der Elternkolonie zur Gründung einer neuen Kolonie. Er wird von den geschlechtsreifen Weibchen (Königinnen) sowie den Männchen der Kolonie unternommen. Zu beobachten ist dieser Hochzeitsflug bei Ameisen und Termiten. Bei Honigbienen finden auch Hochzeitsflüge statt, die aber nicht direkt zur Gründung einer neuen Kolonie, sondern im Zusammenhang mit einer Volksteilung, dem Schwarmtrieb (Auszug der alten Bienenkönigin) oder der Erneuerung einer alten Königin (Umweiselung) stattfinden.
Der Hochzeitsflug ist ein aus evolutionärer Sicht interessanter Vorgang. Für staatenbildende Insekten stellt er eine zentrale Verhaltensweise dar.

## Hochzeitsflug der Bienen
Sechs  bis zehn Tage nachdem eine junge Bienenkönigin geschlüpft ist, geht diese bei guter Witterung auf den Hochzeitsflug, um sich auf einem Drohnensammelplatz mit mehreren Drohnen zu paaren, deren Spermien sie in ihrer Samenblase bis an ihr Lebensende aufbewahrt und verwendet. Die Paarung findet in der Luft, im Flug statt.
Der Hochzeitsflug und die damit verbundene Mehrfachpaarung ist eine wesentliche Voraussetzung für die Akzeptanz der Königin als alleiniges sich reproduzierendes Weibchen und die Vitalität der Gesamtheit des Bienenvolks (des Biens), das auch als „Säugetier in vielen Körpern“ bezeichnet wird.

### Akzeptanz der Königin
Die nachfolgenden Betrachtungen setzen voraus, dass Honigbienen sehr differenziert unterscheiden können, wie eng sie untereinander verwandt sind. Tatsächlich können sie über ihren hervorragend ausgeprägten Geruchssinn (in den Chemosinneszellen der Fühler) genau unterscheiden, ob eine Biene zur eigenen Kolonie gehört. So wehren sie stockfremde Artgenossinnen am Flugloch ab. Dressurexperimente zeigen, dass sie noch zu viel feineren Unterscheidungen in der Lage sind.
Würden alle Arbeiterinnen von nur einem Drohn abstammen, wäre der mittlere genetische Verwandtschaftskoeffizient (Verwandtschaftsgrad, definiert durch den Biomathematiker Gustave Malécot) untereinander höher (r=0,75) als zur eigenen Mutter, der Königin mit r=0,5. Dies kommt durch die Besonderheit zustande, dass die Drohnen aus unbefruchteten Eiern mit nur einem Chromosomensatz entstehen, siehe auch Parthenogenese, Allele und Haplodiploidie. Durch die Abstammung von im Mittel etwa 12 Drohnen sinkt der Verwandtschaftskoeffizient unter den Wert zur eigenen Mutter. Damit ist das so genannte „genetische Interesse“ besser gewahrt, die Königin und nicht eigene Schwestern (siehe Afterweisel) bei der Weitergabe des möglichst eigenen (!) Erbgutes zu unterstützen. 
Ein weiterer Nachteil für die Königin würde durch die Paarung mit nur einem Drohn dadurch entstehen, dass eine aus ihrer eigenen Brut erzeugte Königin auch den Verwandtschaftskoeffizienten zu den Arbeiterinnen auf r=0,75 erhöhen würde. Tatsächlich kann gelegentlich in der Imkerpraxis beobachtet werden, dass Arbeiterinnen eine junge, gerade erste Eier legende Königin dazu bringen, eine Weiselzelle zu bestiften, mit dem Ziel, sich selbst zu ersetzen. Allerdings kommen auch noch andere Ursachen für dieses Verhalten infrage.

### Vitalität des Bienenvolks
Der zweite Vorteil der Abstammung von mehreren Drohnen liegt in der Variation der Eigenschaften, was sich auch nachweislich in einer entsprechenden Spezialisierung (Fraktionierung) einzelner Arbeiterinnengruppen widerspiegelt. Hierdurch ist das Bienenvolk besser in der Lage, sich veränderten Umweltbedingungen anzupassen und Stresssituationen zu begegnen. Es hat damit bessere Überlebenschancen.